# Анібаль Тарабіні
Анібаль Тарабіні (ісп. Aníbal Tarabini, 4 серпня 1941, Ла-Плата — 21 квітня 1997, Берасатегі) — аргентинський футболіст, що грав на позиції нападника.
Виступав, зокрема, за клуб «Індепендьєнте» (Авельянеда), з яким став дворазовим чемпіоном Аргентини, а також національну збірну Аргентини у складі якої був чвертьфіналістом чемпіонату світу.

## Клубна кар'єра
У дорослому футболі дебютував 1960 року виступами за команду «Естудьянтес» (Ла-Плата), в якій провів один сезон, взявши участь в 11 матчах чемпіонату. Не зумівши закріпитися в його складі, молодий форвард перейшов в команду другого дивізіону «Темперлей», де виступав протягом 1962—1965 років.

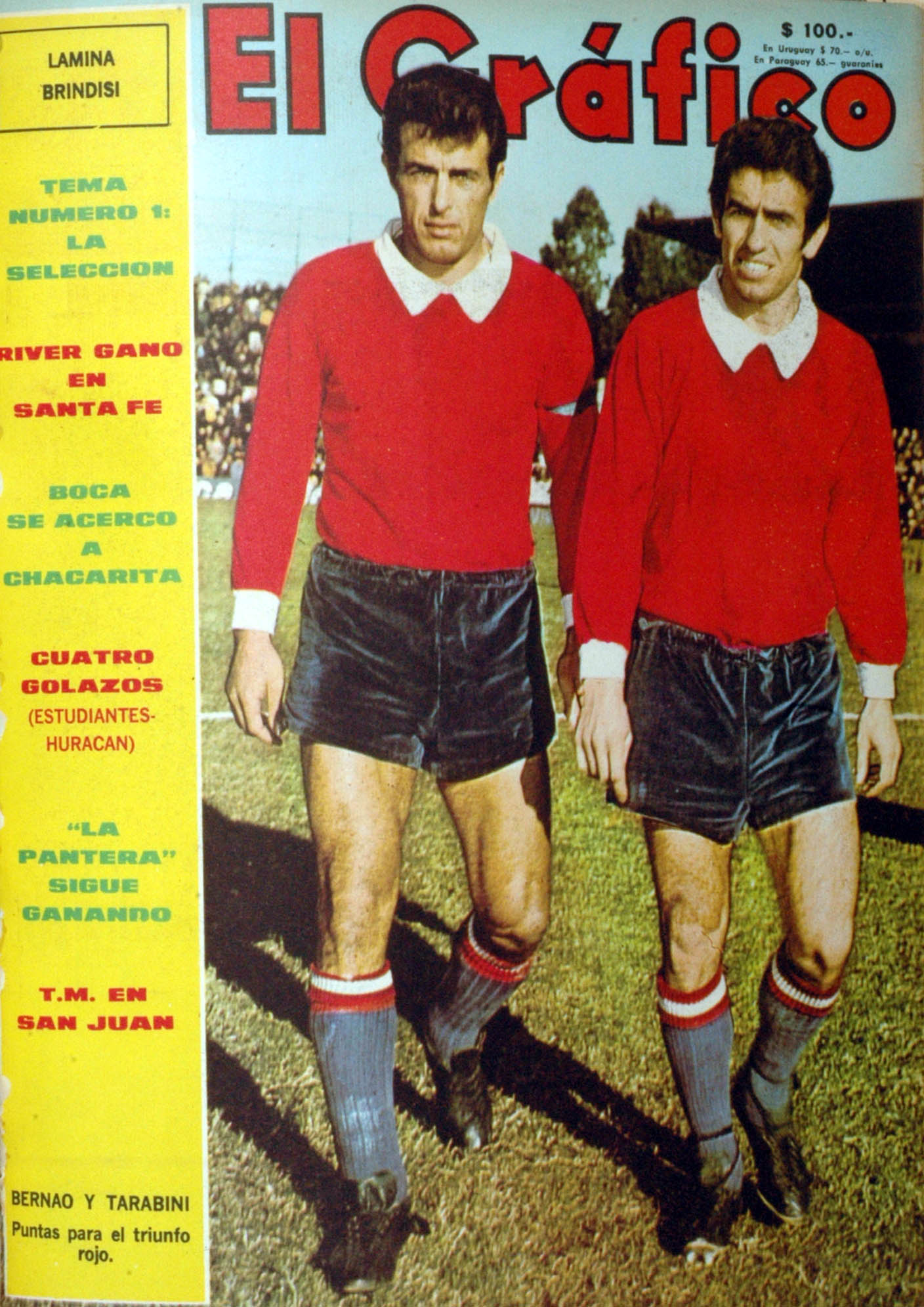
Тарабіні та Рауль Бернао під час виступів за «Індепендьєнте». 1969 рік.

Своєю грою за останню команду привернув увагу представників тренерського штабу клубу «Індепендьєнте» (Авельянеда), до складу якого приєднався 1966 року. Відіграв за команду з Авельянеди наступні п'ять сезонів своєї ігрової кар'єри. Більшість часу, проведеного у складі «Індепендьєнте», був основним гравцем команди і одним з головних бомбардирів команди, маючи середню результативність на рівні 0,47 гола за гру першості, вигравши з командою два чемпіонські титули.
Згодом у сезоні 1971 року Тарабіні грав за «Бока Хуніорс», після чого відправився до Мексики, провівши два роки у клубі «Торреон».
Завершив ігрову кар'єру у команді «Монако», за яку виступав протягом сезону 1973/74 років у вищому дивізіоні Франції, забивши 5 голів у 13 матчах.

## Виступи за збірну
1962 року дебютував в офіційних матчах у складі національної збірної Аргентини.
У складі збірної був учасником чемпіонату світу 1966 року в Англії, однак з 4-х матчів Аргентини на турнірі Тарабіні не з'являвся в жодному з них.
Всього протягом кар'єри у національній команді, яка тривала 5 років, провів у її формі 6 матчів, забивши 1 гол.

## Особисте життя
Після завершення кар'єри Тарабіні був асистентом тренера Хосе Омара Пасторіси, з яким вони разом грали за «Індепендьєнте» і «Монако».
Анібаль був одружений, у нього було три дочки — Аналія, Патрісія і Лорена. Патрісія Тарабіні була професіональною тенісисткою і стала бронзовою призеркою Олімпіади в Афінах 2004 року) серед жіночих пар і переможцем Ролан Гаррос 1996 року серед змішаних пар.
21 квітня 1997 року Анібаль Тарабіні загинув в автокатастрофі в місті Берасатегі під Буенос-Айресом.

## Титули і досягнення
- Чемпіон Аргентини (2):

«Індепендьєнте»: 1967, 1970